# Nicolae Diaconescu
Nicolae Diaconescu (n. 5 iulie 1893, Leordeni, Argeș, România-d. 1960) a fost un general român care a îndeplinit funcția de director general al Poliției Române între anii 1941 și 1944, în timpul regimului antonescian. În perioada 1932 - 1937, Nicolae Diaconescu a fost atașat militar în Polonia, Estonia, Latvia și Finlanda.
Colonelul Diaconescu a fost numit la 4 decembrie 1941, prin delegație, în funcția de director general al Direcțiunii generale a Poliției, îndeplinind această funcție până în 12 septembrie 1944, când a fost înlocuit de colonelul magistrat Radu Ionescu.
După instalarea guvernului Petru Groza generalul de brigadă Nicolae Diaconescu a fost trecut din oficiu în poziția de rezervă, alături de alți generali, prin decretul nr. 860 din 24 martie 1945, invocându-se legea nr. 166, adoptată prin decretul nr. 768 din 19 martie 1945, pentru „trecerea din oficiu în rezervă a personalului activ al armatei care prisosește peste nevoile de încadrare”. Nicolae Diaconescu a fost închis în perioada 1948 - 1960 și a murit după eliberare.

## Decorații
- Ordinul „Steaua României” în gradul de ofițer (8 iunie 1940)[6]